# Mercedes-Benz N1300
De Mercedes-Benz N1300 is een lichte bedrijfswagen die is ontwikkeld en geproduceerd door de Spaanse dochteronderneming IMOSA ( Industrias del Motor S.A.). Hij is grotendeels identiek aan de DKW F 1000 L die in 1975 werd hernoemd tot Mercedes-Benz N1000 en N1300.

## Geschiedenis
De uitbreiding van de IMOSA-fabriek in Vitoria leidde in 1963 tot de introductie van de DKW F 1000 L (ook wel DKW-IMOSA F1000 of DKW Imosa genoemd) als moderne opvolger van de DKW Schnellaster (F89 L). Het carrosserieontwerp was van Fissore en beschikbaar in drie verschillende versies: bestelwagen, minibus en chassis-cabine.
De eerste auto's waren uitgerust met een driecilinder tweetakt benzinemotor van DKW met een cilinderinhoud van 981 cm3 en een vermogen van 38 pk (28 kW) bij 4200 tpm. Het laadvermogen was 1000 kg en de topsnelheid was 100 km/u.
Een jaar later bracht DKW een model met een dieselmotor op de markt, de F 1000 D. Deze motor van het type Mercedes-Benz OM636 met 1767 cm3 cilinderinhoud en een vermogen van 32 kW (43 pk) werd aangeleverd door Daimler-Benz totdat ENMASA in Barcelona de motor in licentie ging produceren. Dit was van groot belang voor de toekomst omdat het leidde tot de samenwerking tussen IMOSA en Daimler-Benz.
In 1965, na de overname van Auto Union-DKW van Daimler-Benz door Volkswagen AG werd de F 1500 D-versie gelanceerd. Dit model kon alleen worden uitgerust met een dieselmotor. In 1966 werd het frontpaneel herzien om alle modellen een uniforme grille te geven. Hoewel er weinig vraag naar was, bleef de benzineversie met de oude tweetakt DKW-motor leverbaar. Pas in 1967 werd de DKW-motor definitief geschrapt.
Uiteindelijk trok Volkswagen zich terug uit de intussen Compañía Hispano Alemana de Productos Mercedes-Benz y Volkswagen S.A. (MEVOSA) geheten fabriek. Hierop werd de naam van de F 1000 L gewijzigd in de nieuwe naam Mercedes-Benz N1000 en N1300, afhankelijk van het laadvermogen van het model, uitgedrukt in kilogram. Beide modellen waren nu uitgerust met de 1.988 cm3 Mercedes-Benz OM615-dieselmotor met een vermogen van 55 pk.
In 1981 werd MEVOSA omgedoopt tot Mercedes-Benz España S.A. en de naam van de auto gewijzigd in Mercedes-Benz MB 100 (eerste generatie) die in productie bleef tot 1987.
In 1987 presenteerde Daimler-Benz een nieuwe (tweede) generatie van de MB 100-bestelwagenserie die vanaf 1988 ook weer werd aangeboden in Nederland en andere Noord- en Midden-Europese landen.

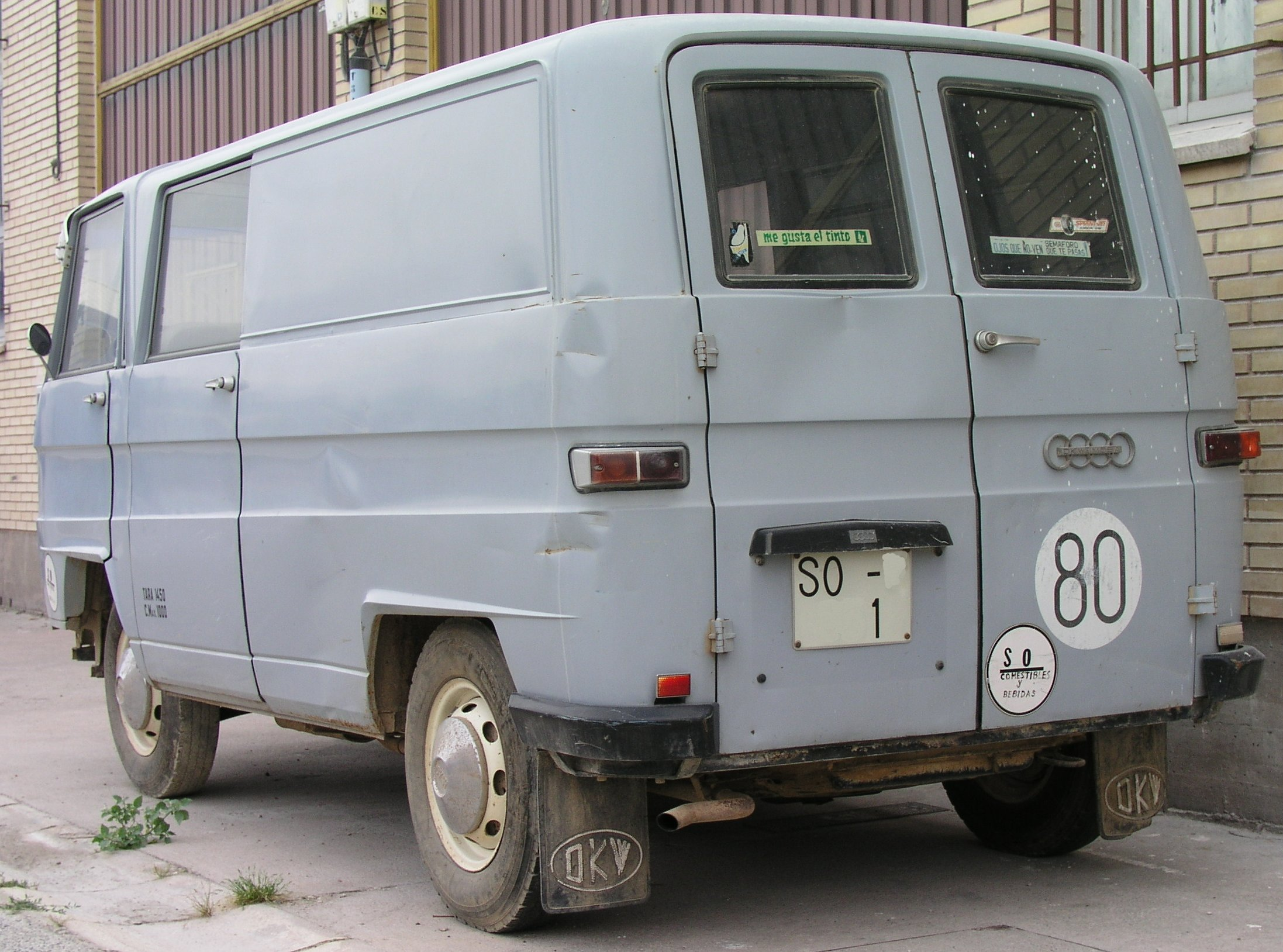
DKW F 1000 L
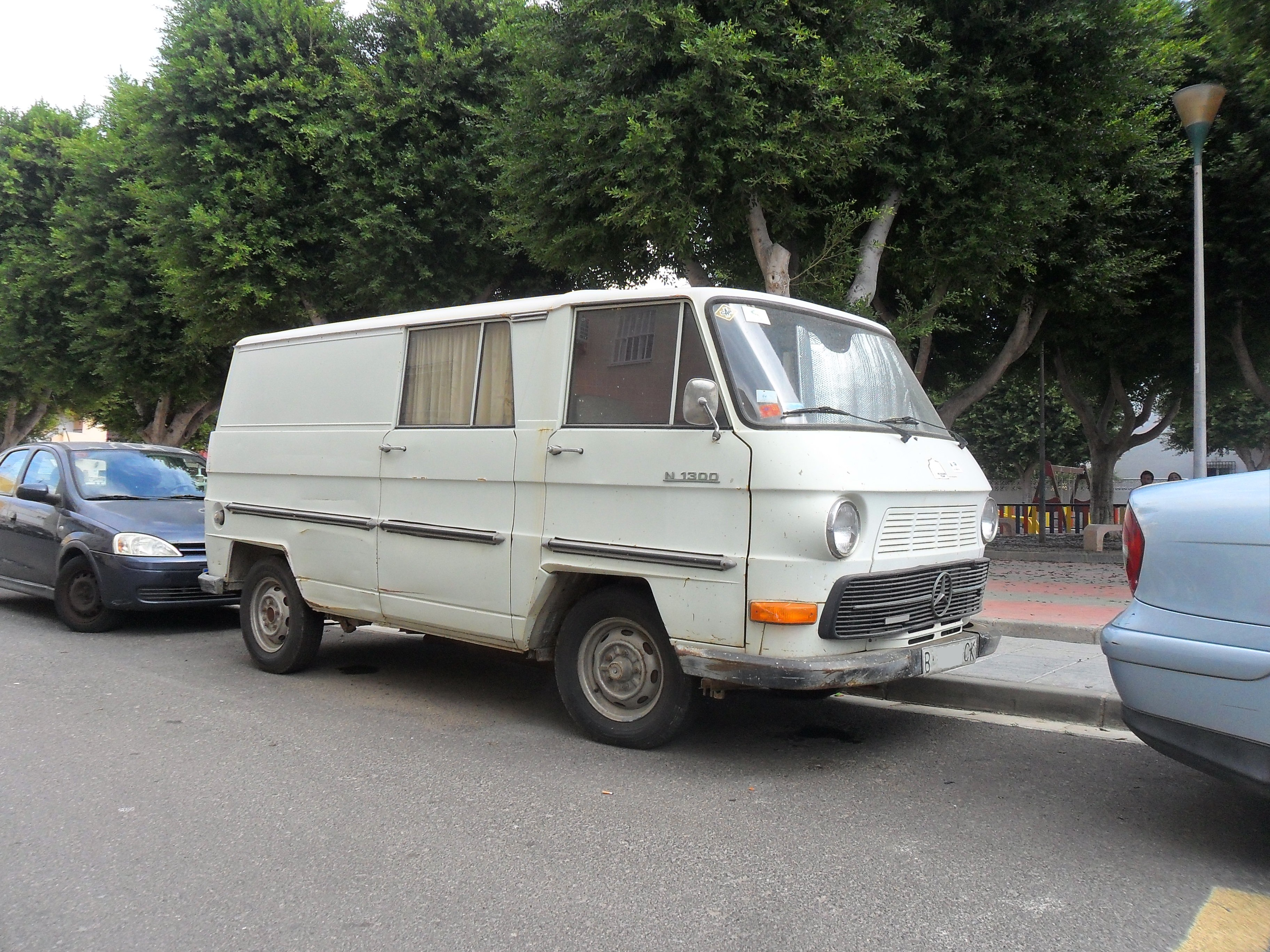
Mercedes-Benz N1300
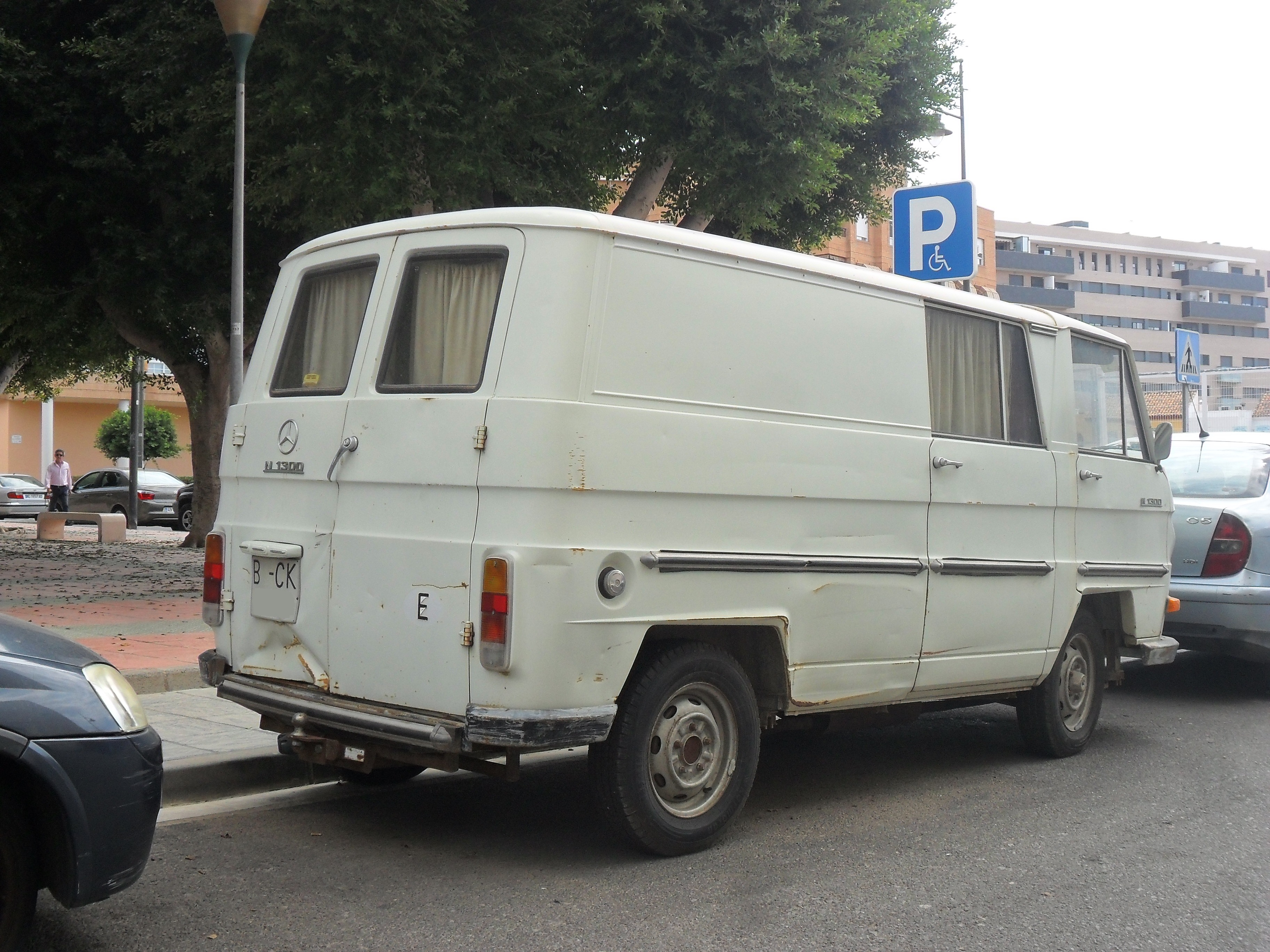
Mercedes-Benz N1300, achterzijde
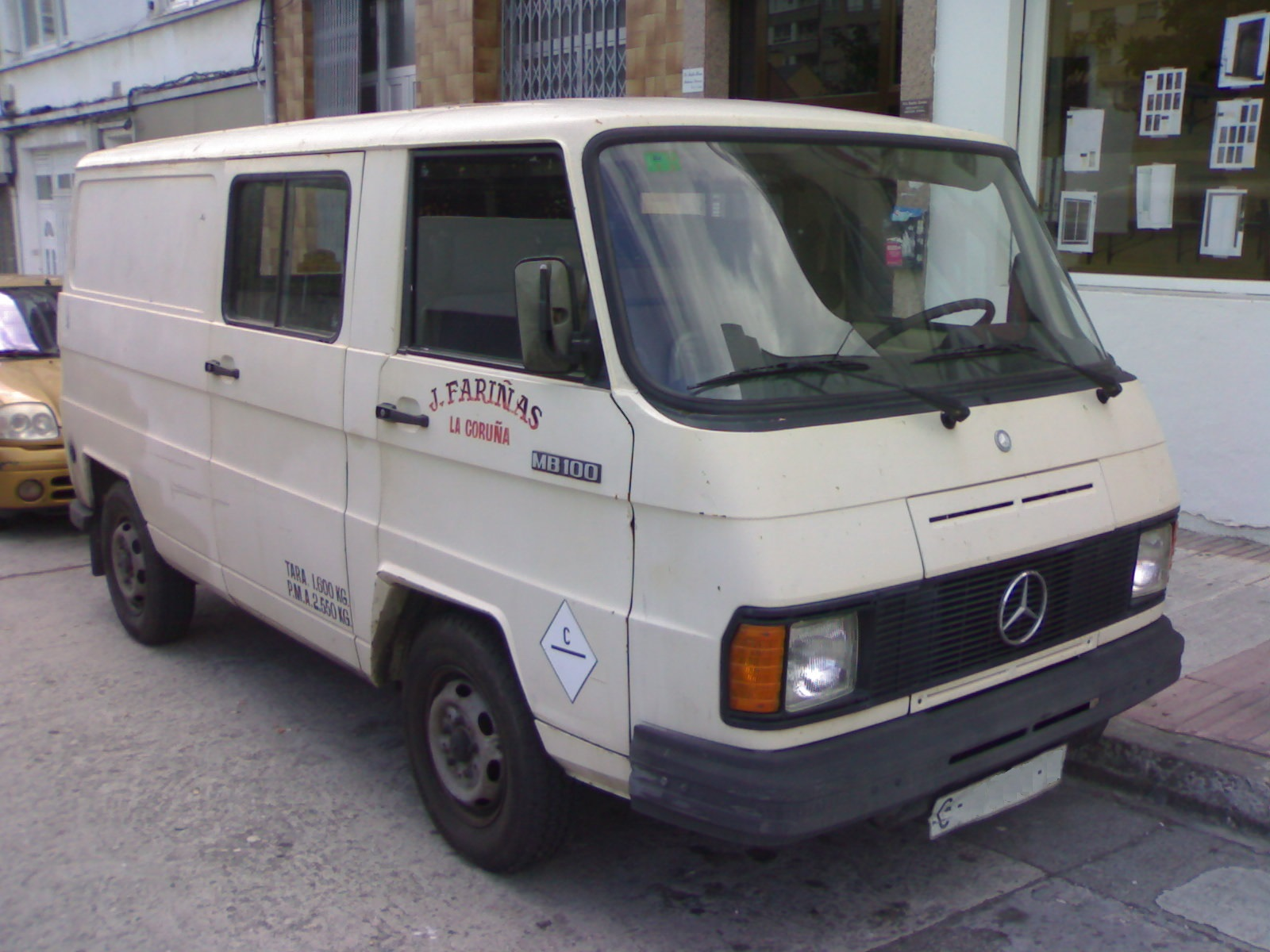
Mercedes-Benz MB 100 (eerste generatie, 1981-1987)

### Argentijnse productie
De productie van de DKW F 1000 L begon in januari 1969 ook in Argentinië bij Industria Automotriz Santa Fe S.A. (IASF) onder de merknaam Auto Union. Het aantal geproduceerde auto's is klein omdat de Argentijnse fabrikant in maart 1969 failliet ging, al zeer kort na de lancering. De licentie om de carrosserie te produceren werd gekocht door Industrias Aeronáuticas y Mecánicas del Estado (IAME) die hem tot 1979 zou gebruiken voor zijn bestelwagenmodel IAME Rastrojero F71.

### "Zustermodel" in Joegoslavië
Al sinds de jaren vijftig bestonden er licentieovereenkomsten tussen Auto Union en het Joegoslavische bedrijf Moto Montaža - dat in 1959 werd omgedoopt tot Industrija Motornih Vozil (IMV) - om DKW-modellen te assembleren in de fabriek in Novo Mesto in Slovenië. Vanaf 1961 werd een overeenkomst getekend waarin werd bepaald dat Auto Union de techniek van de Auto Union 1000 zou leveren voor de productie van door IMV zelf ontwikkelde minibussen en bestelwagens met eigen carrosserieën.
De IMV 1000 Donau die in 1962 werd gelanceerd, verschilde uiterlijk aanzienlijk van het DKW-model. Grotendeels geïnspireerd door de Fiat 1100 T-bestelwagen die in licentie werd geproduceerd door de Joegoslavische fabrikant Zastava in Kragujevac in Servië, had hij een eenvoudige, vierkante lijn. Om concurrentie met de DKW F 1000 L van IMOSA te voorkomen, beperkte de IMV-licentie de verkoop tot Oostbloklanden en incidenteel tot Oostenrijk.
De IMV met de tweetakt DKW-motor werd tot 1967 vervaardigd, daarna werd de IMV-bus uitgerust met viertakt benzine- en dieselmotoren van andere fabrikanten. De productie van het model werd definitief beëindigd in 1972.
Modellen voor 1945:
Type P · 
4=8 (V 800/V 1000/Sonderklasse/Schwebeklasse) · 
F1 · 
F2 · 
F4 · 
F5 · 
F7 · 
F8 · 
F9 (prototype)
Modellen na 1945:
F10 · 
Meisterklasse (F89) · 
Sonderklasse (F91) · 
3=6 (F93/94) · 
Monza · 
Junior · 
F11/F12 · 
F102
Terrein- en bedrijfswagens:
Munga (F91/4) · 
DKW Schnellaster · 
DKW F 1000 L
Merknaam Auto Union:
1000 · 
1000 Sp
Afgeleide modellen:
IFA F8 · 
IFA F9 · 
Audi F103